# Jarbidge
Jarbidge é uma área não incorporada do condado de Elko, no estado estado-unidense do Nevada. A cidade fica a cerca de 16 quilómetros da fronteira do estado do Nevada com o estado do Idaho.
Notada localmente por se localizar remotamente, a comunidade tem acesso por estrada de Rogerson no condado de Twin Falls, no estado de Idaho.  Essa estrada encontra-se aberta apenas entre fins de junho até outubro devido à neve.
Foi descoberto próximo de Jarbidge, fazendo o localum dos últimos locais d febre do ouro no Velho Oeste e , curiosamente um dos últimos locais onde se registou assaltos de carruagens em 1916. A população de Jarbidge chegou a cerca de 2.000 habitantes em 1911, mas pouco depois começou a diminuir lentamente quando a exploração mineira foi largamente canibalizada  pelos esforços de guerra durante a Segunda Guerra Mundial. A exploração mineira terminou em 1932, todavia nos últimos tempos começou a ser novamente explorada e a mina está reaberta.
O nome "Jarbidge" tem origem na palavra shoshone "Jahabich,"que significa "demónio" - o nome shoshone de umas montanhas próximas.
O código postal (código zip nos Estados Unidos) para Jarbidge é 89826.